# Bianca Botto
Bianca Botto-Arias (Lima, 6 giugno 1991) è un'ex tennista peruviana.
Vincitrice di quindici titoli nel singolare e cinque titoli nel doppio nel circuito ITF, il 20 aprile 2015 ha raggiunto la sua migliore posizione nel singolare WTA piazzandosi 199º. Il 4 ottobre 2010 ha raggiunto il miglior piazzamento mondiale nel doppio alla posizione nº 237.
Con la squadra peruviana di Fed Cup ha giocato un totale di quaranta incontri vincendone ventotto, è detentrice del record di incontri giocati e vinti per la sua nazione sia in singolare che nel doppio.